# J'aimais tant l'aimer
Singles de Nolwenn Leroy
Mon ange
(2006) Reste encore
(2008)
Pistes de Histoires naturelles
Mélusine
J'aimais tant l'aimer est le huitième single de la chanteuse Nolwenn Leroy et le quatrième extrait de son deuxième album Histoires naturelles.